# Rebecca M. Henderson

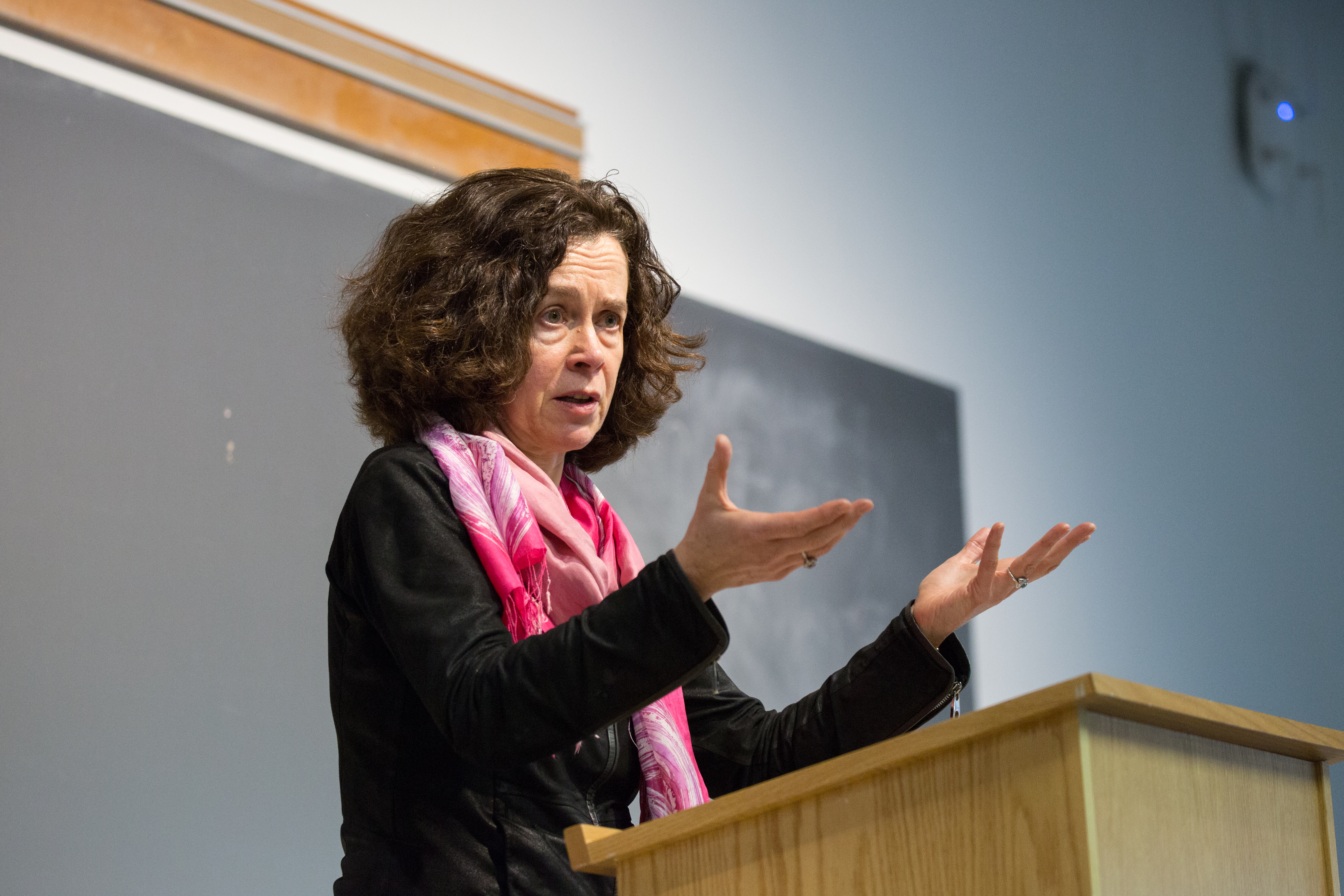
Rebecca M. Henderson (2017)

Rebecca Marta Henderson (* 1959) ist eine US-amerikanische Ökonomin. Sie ist Professorin an der Harvard Business School.

## Leben
Henderson studierte von 1978 bis 1981 Maschinenbau am Massachusetts Institute of Technology. Sie promovierte von 1983 bis 1988 in Harvard zum Thema The Failure of Established Firms in the Face of Technological Change: A Study of Photolithographic Alignment Equipment. Sie bekleidete verschiedenen akademischen Positionen, darunter an der MIT Sloan School of Management, dem National Bureau of Economic Research und der Harvard Business School. Seit 2011 bekleidet sie in Harvard die John-und-Natty-McArthur-Universitätsprofessur.
2018 wurde Henderson in die American Academy of Arts and Sciences gewählt. Seit 2017 ist sie korrespondierendes Mitglied der British Academy.

## Wirken
Henderson ging in ihrer Forschung dem Phänomen nach, warum die Produktivität der obersten zehn Prozent der ertragreichsten Firmen substanziell schneller wächst als jene der restlichen Firmen; ihre Erkenntnisse führten sie zu der Erklärung, dass die produktivsten Unternehmen von einem Zweck (engl. purpose) getrieben werden, dadurch in langfristige Werte investieren, dadurch wiederum ihren Wert insgesamt steigern und letztlich dadurch umso produktiver werden. Henderson unterscheidet hierbei jedoch zwischen zwei Arten von purpose. Wird dieser einerseits im Sinne einer Schaffung von Gemeinschaftsgeist und familiärer Atmosphäre verstanden, so konnte Henderson keine Wirkung auf die Produktivität nachweisen; eine erhöhte Produktivität konnte sie hingegen für Unternehmen mit einem mission alignment nachweisen, die ihren Mitarbeitern immer wieder Gründe für eine harte Mitarbeit aufzeigen. Demnach reiche es nicht aus, wenn sich Unternehmen der Gewinnmaximierung verschreiben, sondern sie müssten bspw. aufgrund der Klimakrise und weiterer Herausforderungen auch Nachhaltigkeit und Inklusion anstreben. Henderson befürchtet eine Ausweitung der Klimakrise, eine Ausweitung des Populismus und eine weitgehende politische und soziale Destabilisierung, falls Unternehmen weiterhin an einer reinen Gewinnmaximierung festhalten.
Henderson veröffentlichte ihre Erkenntnisse im Buch Reimagining Capitalism in a World on Fire und unterrichtet diese in ihrem Kurs Reimagining Capitalism: Business & the Big Problems an der Harvard Business School.